# Veštačka selekcija
Veštačka selekcija je izmena vrste ljudskom intervencijom tako da željene osobine budu predstavljene u narednim generacijama. Veštačku selekciju provodi je čovek, po određenom planu i sa unapred utvrđenim ciljem. Vrši se spajanjem jedinki sa najizraženijom osobinom, da bi se dobio što bolji kvalitet.
U uzgoju životinja veštačka selekcija se često kombinuje sa tehnikama kao što su inbreeding, lajnbreding i outkrosing. U oplemenjivanju biljaka koriste se slične metode. Čarls Darvin je u svojoj knjizi O poreklu vrsta iz 1859. govorio o tome kako je selektivni uzgoj bio uspešan u stvaranju promena tokom vremena. Njegovo prvo poglavlje govori o selektivnom uzgoju i pripitomljavanju životinja kao što su golubovi, mačke, goveda i psi. Darvin je koristio veštačku selekciju kao analogiju da bi predložio i objasnio teoriju prirodne selekcije, ali je razlikovao ovu drugu od prve kao poseban proces koji nije usmeren.
Namerno korišćenje selektivnog uzgoja za postizanje željenih rezultata postalo je veoma uobičajeno u poljoprivredi i eksperimentalnoj biologiji.
Selektivni uzgoj može biti nenameran, na primer, kao rezultat procesa ljudske kultivacije; a takođe može proizvesti neželjene – poželjne ili nepoželjne – rezultate. Na primer, kod nekih žitarica povećanje veličine semena je možda rezultat određenih praksi oranja, a ne namernog odabira većeg semena. Najverovatnije je postojala međuzavisnost između prirodnih i veštačkih faktora koji su rezultirali pripitomljavanjem biljaka.

## Istorija
Selektivni uzgoj biljaka i životinja praktikovao se od rane praistorije; ključne vrste kao što su pšenica, pirinač i psi su se milenijumima značajno razlikovale od svojih divljih predaka, a kukuruz, koji je zahtevao posebno velike promene u odnosu na teosint, njegov divlji oblik, selektivno je uzgajan u Mezoamerici. Selektivnim uzgojem bavili su se Rimljani. Traktati stari čak 2.000 godina daju savete o izboru životinja za različite namene, a ova drevna dela citiraju još starije autoritete, kao što je Mago Kartaginjanin. Pojam selektivnog uzgoja kasnije je izrazio persijski muslimanski polimat Abu Rajan Biruni u 11. veku. On je tu ideju zabeležio u svojoj knjizi pod naslovom Indija, koja je uključivala različite primere.
Zemljoradnik bira svoj kukuruz, ostavljajući da raste koliko mu je potrebno, a ostatak iskida. Šumar ostavlja one grane za koje smatra da su odlične, dok sve ostale seče. Pčele ubijaju one svoje vrste koji samo jedu, i ne rade u njihovoj košnici.—  Abu Ravan Biruni, Indija
Selektivni uzgoj je kao naučnu praksu uspostavio Robert Bejkvel tokom britanske poljoprivredne revolucije u 18. veku. Verovatno je njegov najvažniji uzgojni program bio sa ovcama. Koristeći domaću stoku, mogao je brzo da odabere velike ovce, ali sa finim kostima, sa dugom, sjajnom vunom. Linkoln longvul je poboljšao Bejkvel, a zatim je Linkoln korišćen za razvoj sledeće rase, nazvane Novi (ili Dišli) Lester. Ona je bila bez rogova i imala je četvrtasto, mesnato telo sa ravnim gornjim linijama.
Ove ovce su se široko izvozile, uključujući Australiju i Severnu Ameriku, i doprinele su brojnim modernim rasama, uprkos činjenici da su brzo pale u nemilost kako su se menjale preferencije tržišta u pogledu mesa i tekstila. Krvne loze ovih originalnih novih lestera danas opstaju kao engleski lester (ili lester longvul), koji se prvenstveno uzgaja radi proizvodnje vune.
Bejkvel je takođe bio prvi koji je uzgajao stoku koja se prvenstveno koristi za proizvodnju mesa. Ranije se stoka pre svega čuvala za vuču plugova kao volovi, dok je on ukrstio dugoroge junice i bika Vestmorlenda da bi na kraju stvorio dišli longhorna. Kako je sve više farmera sledilo njegovo vođstvo, farmske životinje su dramatično porasle u veličini i kvalitetu. Godine 1700, prosečna težina bika prodatog za klanje bila je 370 funti (168 kg). Do 1786. ta težina se više nego udvostručila na 840 funti (381 kg). Međutim, nakon njegove smrti, dišli longhorn je zamenjen verzijama sa kratkim rogovima.
On je takođe uzgajao konja sa poboljšanim crnim kolima, koji je kasnije postao šajer pasmina.
Čarls Darvin je skovao termin 'selektivni uzgoj'; on je bio zainteresovan za proces kao ilustraciju njegovog predloženog šireg procesa prirodne selekcije. Darvin je primetio da mnoge pripitomljene životinje i biljke imaju posebna svojstva koja su razvijena namernim uzgojem životinja i biljaka od jedinki koje su pokazale poželjne karakteristike i obeshrabrujući uzgoj jedinki sa manje poželjnim karakteristikama.
Darvin je dva puta koristio termin „veštačka selekcija“ u prvom izdanju svog dela O poreklu vrsta iz 1859. godine, u poglavlju IV: Prirodna selekcija i u poglavlju VI: Poteškoće u teoriji:
Iako je proces selekcije spor, ako nejaki čovek može mnogo da uradi svojim moćima veštačke selekcije, ne vidim ograničenja u količini promena, lepoti i beskonačnoj složenosti koadaptacija između svih organskih bića, jednog sa drugim i sa njihovim fizičkim uslovima života, na koje može uticati moć selekcije prirode tokom dugog vremena.—  Čarls Darvin, O poreklu vrsta
Mi smo duboko u neznanju o uzrocima koji proizvode male i nevažne varijacije; i odmah postajemo svesni toga razmišljajući o razlikama u rasama naših domaćih životinja u različitim zemljama, posebno u manje civilizovanim zemljama gde je bilo malo veštačke selekcije.—  Čarls Darvin, O poreklu vrsta

## Literatura
- Argue, B. J., arce, S, M., Lotz, J. M & Moss, S.M. 2002. Selective breeding of Pacific white shrimp (Litopenaeus vannamei) for growth and resistance to Taura syndrome Virus. Aquaculture, 204: 447 -460.
- Babouchkine, Y.P., 1987. La sélection d’une carpe résistant à l’hiver. In: Tiews, K. (Ed.), Proceedings ofWorld Symposium on Selection,Hybridization, and Genetic Engineering in Aquaculture, Bordeaux 27–30 May 1986, vol. 1. HeenemannVerlagsgesellschaft mbH, Berlin, pp. 447–454.
- Bondari, K. 1983. Response to bidirectional selection for body weight in channel catfish. Aquaculture 33:73–81.
- Cock, J., Gitterle, T., Salazar, M & Rye, Morten. (2009). „Breeding for disease resistance of Penaeid shrimps”. Aquaculture. 286: 1—11.
- Culloty, S.C., Cronin, M.A., Mulcahy, M.F., 2001. An investigation into the relative resistance of Irish flat oysters Ostrea edulis L. to the parasite Bonamia ostreae (Pichot et al., 1980). Aquaculture 199, 229–244.
- Culloty, S.C., Cronin, M.A & Mulchany, M.F. 2004. Potential resistance of a number of populations of the oyster Ostrea edulis to the parasite Bonamia ostreae. Aquaculture, 237:41-58.
- Darwin, C (2004). The Origin of Species. London: CRW Publishing Limited. ISBN 978-1-904633-78-5.
- Donaldson, L.R. and Olson, P.R., 1957. Development of rainbow trout broodstock by selective breeding. Transactions of the Americans Fisheries Society, 85: 93-101.
- Gjerde, B (1986). „Growth and reproduction in fish and shellfish”. Aquaculture. 57: 37—55. doi:10.1016/0044-8486(86)90179-1. Приступљено 25. 9. 2013.
- Gjedrem, T (1979). „Selection for growth rate and domestication in Atlantic salmon”. Zeitschrift für Tierzüchtung und Züchtungsbiologie. 96: 56—59. doi:10.1111/j.1439-0388.1979.tb00199.x. Приступљено 25. 9. 2013.
- Gjedrem, T (1983). „Genetic variation in quantitative traits and selective Breeding in fish and shellfish”. Aquaculture. 33 (1–4): 51—72. doi:10.1016/0044-8486(83)90386-1. Приступљено 25. 9. 2013.
- Gjedrem, T (1985). „Improvement of Productivity through Breeding Schemes”. GeoJournal. 10 (3): 233—241. doi:10.1007/BF00462124. Приступљено 25. 9. 2013.
- Gjedrem, T., 1997. Selective breeding to improve aquaculture production. World Aquaculture, 28, 33–45.
- Goyard, E., Patrois, J., Reignon, J.-M., Vanaa, V., Dufour, R & Be´dier, E. 1999. „IFREMER’s shrimp genetics program”. Global Aquaculture Advocate. 2 (6): 26—28.
- Grandin, T; Johnson, C (2005). Animals in Translation. New York: Scribner. стр. 69-71. ISBN 978-0-7432-4769-6.
- Hershberger, W.K., Myers, J.M., Iwamoto, R.N., Mcauley, W.C & Saxton, A.M. 1990. Genetic Changes in the Growth of Coho Salmon (Oncorhynchus kisutch) in Marine Net-Pens, Produced by Ten Years of Selection. Aquaculture, 85:187-197.
- Hetzel, D.J.S., Crocos, P.J., Davis, G.P., Moore, S.S., Preston, N.C., 2000. Response to selection and heritability for growth in the Kuruma prawn, Penaeus japonicus. Aquaculture 181, 215–223.
- Kause, A., Ritola, O., Paananen, T., Wahlroos, H & Mäntysaari, E.A. 2005. Genetic trends in growth, sexual maturity and skeletal deformations, and rate of inbreeding in a breeding programme for rainbow trout (Oncorhynchus mykiss). Aquaculture 247: 177–187.
- Kincaid, A.L.. Bridges, W.R. and Von Limbach, B., 1977. Three generations of selection for growth rate in fall-spawning rainbow trout. Transactions of the Americans Fisheries Society, 106: 621-628.
- Kirpichnikov, V.S., IIYAsov, J.I., Shart, L.A., Vikhman, A.A., Ganchenko, M.V., Ostashevsky, A.L., Simonov, V.M., Tikhonov, G.F & Tjurin, V.V. 1993. Selection of Krasnodar common carp (Cyprinus carpio L.) for resistance to dropsy: principal results and prospects. Aquaculture, 111:7-20.
- Langdon, C., Evans, F., Jacobson, D & Blouin, M. 2003. Yields of cultures Pacific oysters Crassostrea gigas Thunberg improved after one generation of selection. Aquaculture, 220:227-244.
- Moav, R.,Wohlfarth, G.W., 1976. Two way selection for growth rate in the common carp (Cyprinus carpio L.). Genetics 82, 83–101.
- Neira, R., Díaz, N., Gall, G., Gallardo, J., Lhorente, J &. Alert, A. 2006. Genetic improvement in Coho salmon (Oncorhynchus kisutch). II: selection response for early spawning date, Aquaculture,257: 1–9.
- Nell, J.A., Sheridan, A.K., Smith, I.R., 1996. Progress in a Sydney rock oyster, Saccostrea commercialis (Iredale and Roughley), breeding program. Aquaculture, 144, 295– 302.
- Nell, J.A., Smith, I.R., Sheridan, A.K., 1999. Third generation evaluation of Sydney rock oyster Saccostrea commercialis (Iredale and Roughley) breeding lines. Aquaculture, 170, 195– 203.
- Okamoto, N., Tayama, T., Kawanobe, M., Fujiki, N., Yasuda, Y & Sano, T. 1993. Resistance of a rainbow trout strain to infectious pancreatic necrosis. Aquaculture, 117: 71-76
- Purugganan, Michael D., Fuller, Dorian Q., 2009, The nature of selection during plant domestication,  Nature, 457, 843-848.
- Ragone Calvo, L.M., Calvo,G.W & Burreson, E. M. 2003. Dual disease resistance in a selectively bred eastern oyster, Crassostrea virginica, strain tested in Chesapeake Bay. Aquaculture, 220:69-87.
- Schäperclaus, W. (1962). Traité de pisciculture en étang. Paris: Vigot Frères.
- Storset A, Strand C, Wetten M, Kjøglum S & Ramstad A. 2007. Response to selection for resistance against infectious pancreatic necrosis in Atlantic salmon (Salmo salar L.). Aquaculture 272: 62–68.
- Tang, K. F. J., Durand, S. V., White, B. L., Redman, R. M., Pantoja, C. R & Lightner, D.V. 2000. Postlarvae and juveniles of a selected line of Penaeus stylirostris are resistant to infectious hypodermal and hematopoietic necrosis virus infection. Aquaculture, 190: 203-210.
- Thodeson, J., Gisdale-Helland, B., Helland, S.J & Gjerde, B. 1999. Feed intake, growth and feed utilization of offspring from wild and selected Atlantic salmon (Salmo salar). Aquaculture 180, 237–246.
- Tran, M.T., Nguyen, C.T. 1993. Selection of common carp (Cyprinus carpio L.) in Vietnam. Aquaculture 111: 301–302.

## Spoljašnje veze
- „www.eXtension.org/plant_breeding_genomics ”.